# Тинецко абатство
Бенедиктинското абатство в Тинец с църквата „Свети Петър и Павел“ (на полски: Opactwo Benedyktynów, на латински: Monasterium Tinecensis, на немски: Benediktinerabtei Tinz) е католически манастир на Бенедиктинския орден в Тинец – историческо село на река Висла, от 1973 г. част от град Краков в Полша. Самото абатство се намира на около 13 км югозападно от Краков, на стръмна варовикова скала на десния бряг на река Висла.

## История

### Кирило-Методиевски манастир
Преди пристигането на римокатолиците, монасите в Тинец са част от Кирило-Методиевата християнска традиция в Моравия, която след 862 г. бързо се разпространява в региона и в районите, които днес са част от съвременна Полша. По това време богослужението в Тинец е извършвано на черковно-славянски език. През 1096 г. монасите от Тинец са изгонени, а одобрената от римокатолиците славянска обредна литургия е потисната.
Изгонването на монасите от Тинец съвпада с управлението на полския княз Владислав I Херман, който отдава раждането на първородния си син на помощта на бенедиктинците от Сен-Жил в Южна Франция, на които по-рано е изпратил богати дарове, молейки за тяхното застъпничество за раждането на здраво дете. Изгонването на монасите от Кирило-Методиевата християнска традиция и замяната им с монаси, служещи на латински, съвпада с изгонването на славянските монаси и от други манастири, най-вече в манастира Сазава, където, както и в Тинец, литургията все още се води по славянски обред.

### Бенедиктинско абатство
Не е известно кога точно е основано бенедиктинското абатство. Предполага се, че крал Казимир I Възстановител е възстановил абатството през 1040 (в други източници 1044 г.) по време на възстановяването на Полското кралство, след езическо въстание и катастрофално нашествие на херцога (княз) на Бохемия Бржетислав I (1039 г.). Бенедиктинците е трябвало да подкрепят възстановяването на полската държава и църква. Първият абат в Тинец е Аарон от Кьолн, който става и епископ на Краков.. Тъй като няма убедителни доказателства в подкрепа на датата на основаване, някои историци смятат, че сегашното абатство е основано от сина на Казимир I Възстановител (1040 – 1058), крал Болеслав II Щедри (1058 – 1079).
През втората половина на 11 век е построен комплекс от романски сгради - трикорабна базилика и манастирски сгради. През средновековието Тинец се намира на границата с Бохемия, а близостта му до столицата Краков прави абатството предмет на спорове като отбранителен обект. Бродът на река Висла в подножието на манастирския хълм има значително транспортно, стопанско и фискално значение. През първата половина на 13 век манастирският комплекс е ограден с каменна стена. Тази отбранителна система обаче се оказва недостатъчна, тъй като манастирът е разрушен по време на монголско нашествие през 1259 г. През втората половина на 13-ти век на територията на абатството е издигнат триъгълен херцогски замък с кула, обърната към склона на Висла. През 1306 г. по време на противопоставянето между чехи и поляци, манастирът е обсаден, превзет и опожарен от чешки сили.
През 15 век абатството е възстановено в готически стил като е построена и нова готическа църква (осветена през 1463 г.). По това време бенедиктинското абтство в Тинец е сред най-богатите манастири в Полша. Както пише полският историк и географ Ян Длугош, бенедиктинcите от Тинец притежават имения, състоящи се от „сто села и пет града“. През 1457 г. крал Казимир IV Ягелонски закупува херцогство Освиенцим и херцогство Затор и Тинец губи значението си на погранична крепост. В следващите години сградата на замъка става собственост на манастира и е превърната в резиденция на абата.
По-нататъшни реконструкции на манастира се извършват през 17 и 18 век, първо в бароков, а след това в рококо стил. Абатството е частично разрушено при шведското нашествие в Полша и скоро след това е възстановено като е добавена нова библиотека, а готическата църква е възстановена в бароков стил. През 18 век в подножието на манастирския хълм са издигнати отбранителни стени с кули, модернизирани по-късно с бастиони. По време на Барската конфедерация (1768–1772), манастира понася нови щети, когато полските бунтовници превръщат абатството в своя крепост.
През 1816 г. след Виенския конгрес и поредния дележ на полските територии, австрийските власти разпускат абатството. Последният удар върху абатството е нанесен от пожар, започнал през 1831 г., причинен от удар на мълния, след което е ремонтирана само църквата. За повече от век абатството остава занемарено и необитаемо. По инициатива на белгийския бенедиктинец Карол ван Ост, 11 монаси-бенедиктинци се завръщат в Тинец след 123 години на 30 юли 1939 г., и от 1947 г. нататък започват възстановяване на занемарения манастирски комплекс. През 1968 г. абатството е възстановено, а църквата „Свети Петър и Павел“ отново е обявена за седалище на абата.

## Съвременност
През 1991 г. в абатството е основано Бенедиктинското издателство „Тинец“. През 2006 г. с указ на абат Бернард Савицки е създадена икономическата единица на абатство Тинец (на полски: Jednostkę Gospodarczą Opactwa Tynieckiego), която управлява къща за гости, кафене, ресторант и манастирски магазин в двора. Звеното оперира предимно в така наречената "Голяма руина" (на полски: Wielkiej Ruiny), възстановена през юли 2008 г., където гостите могат да пренощуват. През 2008 г. е създаден Бенедиктински културен институт, по-късно преобразуван във фондация. На територията на манастира се помещават и музеят на абатството и книжарницата на Бенедиктинското издателство „Тинец“.

## Архитектура

### Манастирската църква
Манастирската църква е посветена на светите Петър и Павел и заема централната част на абатството. Настоящата църква датира от трикорабна романска църква от 11 век, построена от пясъчникови блокове с наос, ориентиран на изток. На изхода на всеки кораб е имало три апсиди, а порталът на църквата, който е имал две кули, е бил разположен на запад. Много елементи от тази сграда са запазени. Те включват преди всичко южния портал и южната стена на старата манастирска църква, романски колони и капители, както и каменните плочи на пода.
Църквата е възстановена в готически стил през 15-ти век. Двете романски предни кули са разрушени, а църквата е разширена на запад. Построена е нова главна фасада с две кули, чиито неизмазани контрафорси, изработени от тухли и варовик оцеляват след промените. Планът на днешната църква, готическите прозорци с траверси и части от главния портал също датират от тази реконструкция.
Църквата придобива сегашния си, раннобароков вид през 17-ти и 18-ти век. В три строителни фази, най-важната от които е проведена от 1618 до 1622 г., външните стени са измазани, а прозорците и кулите на главната фасада са структурно преработени. Вътре готическата планировка на помещенията е до голяма степен променена и заменена с украсен свод. Така на мястото на старите странични кораби са създадени шест параклиса, сред които особено забележителни са тези на Свети Бенедикт Нурзийски и Света Схоластика Нурзийска. Църковното обзавеждане включва образци на зрялото бароково изкуство, а в следващите години интериорът е допълнен с декоративни елементи в стил рококо. В църквата са монтирани амвон във формата на кораб и ценни олтари от черен мрамор, изработени от италианския архитект, скулптор и каменоделец Франческо Плачиди, работил за магнати в Полша. Новият главен олтар е украсен с картина на Светата Троица и фигури на двамата светци-покровители, Петър и Павел, които могат да бъдат намерени и на двете опорни колони, намиращи се отляво и отдясно на главния портал.

### Манастирски сгради
Сградите на абатството са построени от варовик с тухлени елементи и датират отчасти от готическия период, но преди всичко от ренесансовия и бароковия период. Те обграждат църквата „Свети Петър и Павел“ от запад и юг, където се намира и манастирът. След пожара на абатството през 1831 г. се запазват само околните стени. От готическото западно крило оцелява само една стена.
При възстановяването на манастира, започнало през 1947 г. покривите на манастирските помещения са изградени с нов профил и са покрити с червени керемиди. Крилото около манастира е покрито с обикновени двускатни покриви, южното крило получава шатров покрив с капандури, малък двускатен покрив с капандури и голям мансарден покрив с капандури.
След пожара в абатството, който унищожава старите стенописи, Станислав Виспянски изцяло изрисува стените на абатството в стил Ар Нуво. Стените са украсени с флорални мотиви.
Манастирът помещава галерия на всички епископи на Краков, включително картина на епископ Станислав Краковски – светец-покровител на Полша. Освен това в абатството се съхранява копие на Торинската плащеница, а пред манастира е издигнат паметник на Юзеф Дитъл - ректор на Ягелонския университет в Краков (1862—1865) и кмет на града (1866—1874), спомогнал за неговия възход през 19-ти век.

### Сакраментариум
Като богат и важен манастир, през годините абатството е било дом на множество художествени ценности, много от които сега се намират другаде. Разкопки от гроб в манастирската църква разкриват, наред с други предмети, златен потир и дискос (патен), датирани от романския период и времето на строителство на първата манастирска църква.
Колекцията на абатството включва и множество ценни ръкописи, най-известният от които е Тинецкият сакраментарий (на полски: Tyniecki Sakramentarz), датиран около 1060 г. Сакраментарият е сред най-старите подобни произведения в Полша и понастоящем се съхранява в Националната библиотека във Варшава. Ръкописът е богато илюстриран като част от него е изписана със злато и сребро върху лилав цвят. Сакраментарият съдържа множество заглавки (инициали), украсени с флорални мотиви, както и четири миниатюри, изпълнени на цяла страница. Заслужава да се отбележи и инициалът T, изпълнен във формата на разпятие.

## Статут
Абатството в Тинец е сред най-старите съществуващи манастири в Полша. През 2008 г. е обявен за паметник на културата и е включен в регистъра на Малополското воеводство. На 30 март 2017 г. с указ на президента Анджей Дуда манастирският комплекс е обявен за исторически паметник (на полски: Pomnik historii).
Редом с историческия градски център и Могилата на Косцюшко, абатството е сред най-забележителните културни паметници на Краков. Заедно с манастирите и църквите Белани и Салватор, от 1993 до 1996 г. Aбатството в Тинец е номинирано за включване в Списъка  на световното културно наследство на ЮНЕСКО.
Абатството принадлежи на бенедиктинската Конгрегация Благовещение (на полски: Kongregacji Zwiastowania).